# Microchiroptera
Los micromurciélagos o microquirópteros (Microchiroptera) son un suborden del orden Chiroptera. El término de microquirópteros es algo inexacto, ya que algunos de ellos son más grandes que los megaquirópteros. Miden entre entre 4 y 16 cm de largo. La mayoría del alimento de los microquirópteros son los insectos. Algunos cazan especies más grandes: lagartos, ranas o incluso peces. Hay microquirópteros, como el vampiro (Desmodus rotundus) de América del Sur, que se alimentan de sangre de grandes mamíferos.

## Diferencias entre microquirópteros y megaquirópteros
Las distinciones entre microquirópteros y megaquirópteros son: 
- Mientras que los megaquirópteros son frugívoros, la mayoría de los microquirópteros se alimentan de insectos.
- Los microquirópteros usan la ecolocalización y los megaquirópteros no (excepto una especie y de forma diferente).
- A los microquirópteros les falta la garra en el segundo dedo del pie.
- Las orejas de los microquirópteros no forman un anillo cerrado, sino que los bordes están separados en la base de la oreja.

## Características

### Generales

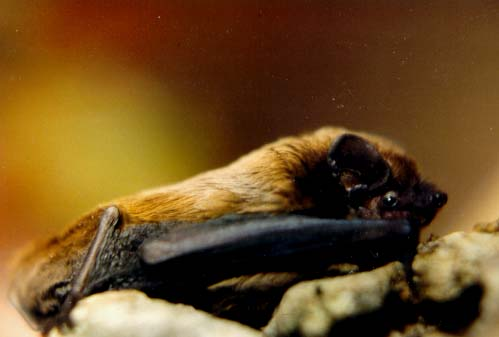
Nóctulo menor (Nyctalus leisleri).

Los murciélagos son, por término medio, algo más pequeños que los murciélagos frugívoros. La especie de murciélago más grande es el murciélago fantasma australiano (Macroderma gigas), que puede alcanzar una longitud cabeza-torso de 14 centímetros, una envergadura de 60 centímetros y un peso de 200 gramos. El murciélago más pequeño es el murciélago nariz de cerdo (Craseonycteris thonglongyai), también conocido como murciélago abejorro, con una longitud cabeza-torso de tres centímetros y un peso de dos gramos. Junto con la musaraña etrusca, se considera el mamífero más pequeño de todos.
Los elementos del esqueleto suelen ser muy finos y delicados, lo que mantiene el peso bajo.
Los murciélagos tienen un pelaje denso, a menudo sedoso, que suele ser de color gris a marrón o negruzco y no tiene línea de pelo. Sin embargo, también hay especies blancas y con dibujos, y en casi todas las especies la parte ventral es de color más claro que el dorso. A diferencia de otros mamíferos, no tienen pelo lanoso, los pelos del pelaje son típicos de la especie y tienen pequeñas escamas, pueden ser utilizados para identificación de la especie.

### Extremidades

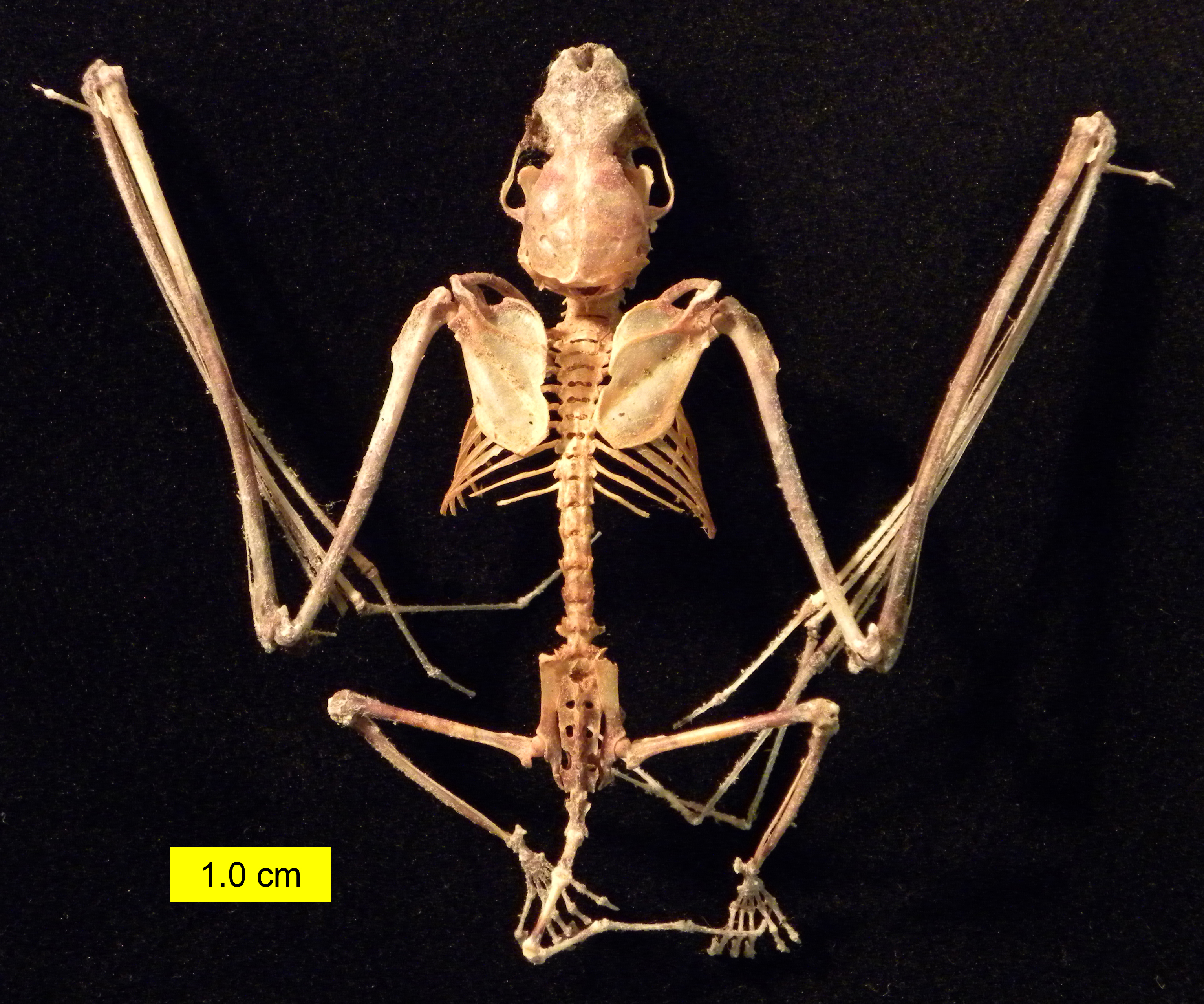
Esqueleto de un murciélago (Murciélago pardo grande)

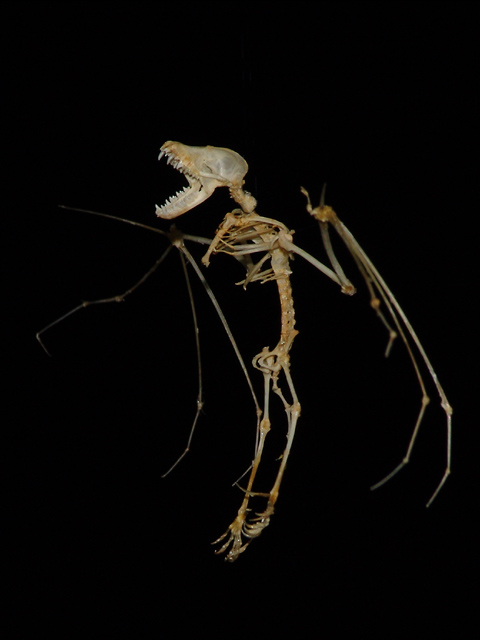
Esqueleto del Murciélago orejudo de ratón mayor

Como en el caso de los zorros voladores, la característica más llamativa de los murciélagos es su piel voladora, que les permite volar activamente. La piel voladora consta de dos capas de piel y se extiende desde las muñecas hasta los tobillos (plagiopatagio). Otras capas de piel se extienden desde las muñecas hasta los hombros (propatagium), entre los dedos (dactylopatagium) y las patas. La inferior se denomina uropatagium (piel de vuelo de la cola), une la cola -si está presente- y se utiliza a menudo para atrapar a la presa. La piel de vuelo contiene cordones musculares para la estabilización y para batir las alas, así como fibras nerviosas y vasos sanguíneos para irrigar la piel de vuelo.
El pulgar es corto y tiene una garra; los cuatro dedos restantes son muy alargados y estiran la piel de vuelo. También son alargados la parte superior e inferior del brazo, que consta de un solo hueso, el espiga (radio), mientras que el ulna (cúbito) está reducido en la parte central. A diferencia de la mayoría de las especies de zorros voladores, los murciélagos carecen de garra en el segundo dedo, que consta de una sola falange larga. Una espina en el tobillo, llamada calcar, sirve para estirar la piel de la cola, que en algunas especies se complementa con un colgajo de piel rígida, la epiblema.
A diferencia de la mayoría de los mamíferos, las patas traseras de los murciélagos se dirigen hacia atrás mediante una rotación de la pata en la articulación de la cadera y terminan en cinco dedos en forma de garra. Se utilizan para colgarse en el dormidero durante la fase de reposo, ya que una construcción especial de los tendones de las garras permite la sujeción pasiva sin tensión muscular, lo que también permite colgar a los animales muertos.

### Dentición

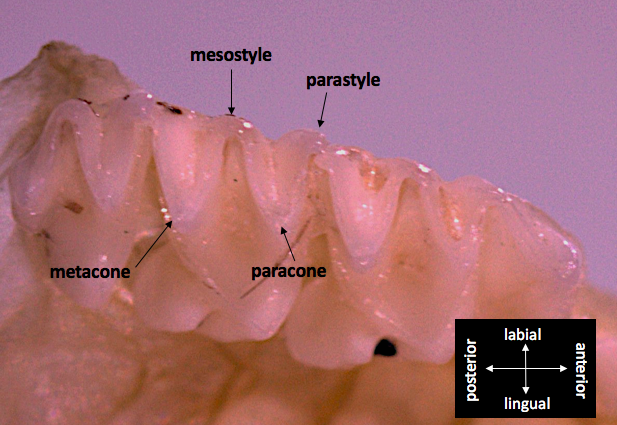
Vista ventral del cráneo de un micro murciélago de cola libre (género Tadarida) que muestra un patrón dental dilambdodonto. Espécimen de la colección de Historia Natural de la Universidad Luterana del Pacífico.

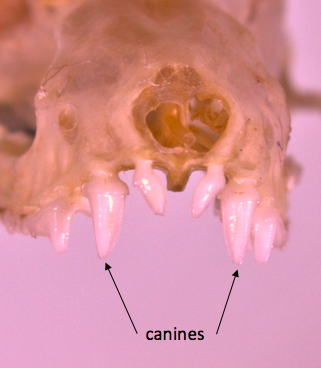
Vista frontal del cráneo de un micro murciélago de cola libre (género Tadarida) mostrando los dientes caninos. Espécimen de la colección de Historia Natural de la Universidad Luterana del Pacífico.

La forma y función de los dientes de los micromurciélagos difieren como resultado de las diversas dietas que pueden tener estos murciélagos. Los dientes están diseñados principalmente para descomponer los alimentos; por lo tanto, la forma de los dientes se correlaciona con comportamientos específicos de alimentación. En comparación con los megamriélagos que se alimentan sólo de fruta y néctar, los micromurciélagos ilustran una gama de dietas y han sido clasificados como insectívoros, carnívoros, sanguinívoros, frugívoros y nectarívoros. Las diferencias observadas entre el tamaño y la función de los caninos y molares entre los micromurciélagos de estos grupos varían como resultado de esto.
Las diversas dietas de los micromurciélagos reflejan el que estos animales tienen una dentición, o dientes de la mejilla, que muestran una morfología derivada de los dientes dilambdodontos, que se caracterizan por un ectolofo en forma de W, o estante estilar.[referencia no lo suficientemente específica para ser verificada] Un molar superior dilambdodont en forma de W incluye un metacono y paracono, que se encuentran en la parte inferior de la "W"; mientras que el resto de la "W" está formado por crestas que van desde el metacono y paracono a las cúspides de la base  estilar.
Los micromurciélagos presentan diferencias entre el tamaño y la forma de sus caninos y molares, además de tener variaciones distintivas entre sus rasgos craneales que contribuyen a su capacidad para alimentarse eficazmente. Los micromurciélagos frugívoros tienen áreas estelares pequeñas, hileras molariformes cortas y paladares y caras anchos. Además de tener caras anchas, los micromurciélagos frugívoros tienen cráneos cortos, que colocan los dientes más cerca del fulcro de la palanca de la mandíbula, permitiendo un aumento en la fuerza de la mandíbula. Los micromurciélagos frugívoros también poseen un patrón diferente en sus molares comparados con los micromurciélagos carnívoros, insectívoros, nectarívoros y sanguinívoros. En contraste, los micromurciélagos insectívoros se caracterizan por tener dientes más grandes pero menos numerosos, caninos largos y terceros molares superiores acortados; mientras que los micromurciélagos carnívoros tienen molares superiores grandes. Por lo general, los micromurciélagos insectívoros, carnívoros y frugívoros tienen dientes grandes y paladares pequeños; sin embargo, ocurre lo contrario con los micromurciélagos nectarívoros. Aunque existen diferencias entre los tamaños del paladar y de los dientes de los micromurciélagos, la proporción de los tamaños de estas dos estructuras se mantiene entre los micromurciélagos de diversos tamaños.

### Diferencias sexuales
Los murciélagos no presentan diferencias sexuales apreciables. Las hembras adultas suelen ser algo mayores que los machos, pero esto sólo puede determinarse mediante mediciones precisas. El pene de los machos sólo es reconocible al inspeccionar de cerca la región genital. Está estabilizado por un pequeño hueso del pene (baculum) que lo estabiliza. Como en los humanos, el pene cuelga libremente (pene péndulo). Esto es bastante inusual en el reino animal. En algunas especies, los testículos y el epidídimo también son claramente visibles, especialmente durante la época de celo.
En las hembras lactantes, también se pueden reconocer las glándulas mamarias bien desarrolladas, situadas cerca de las axilas. La mayoría de las especies tienen sólo dos pezones, pero algunas tienen cuatro. Algunas familias también tienen pezones adherentes pareados sin salida de leche en la groin, a los que se pueden aferrar las crías.

## Modo de vida
La perfecta adaptación de los murciélagos al aire como hábitat caracteriza también su modo de vida.

### Dieta
La mayoría de las especies de murciélagos se alimentan de insectos (artrópodos), algunos de los cuales capturan en vuelo. En los trópicos y subtrópicos, hay muchas especies vegetarianas que comen fruta o beben néctar. Estas especies desempeñan un papel importante para las plantas cuyas flores polinizan (quiropterofilia) y cuyas semillas dispersan (quiropterocoria).
Las especies más grandes de las familias falsos murciélagos, nariz de hendidura y nariz de hoja también comen mamíferos más pequeños como roedores y otros murciélagos, aves más pequeñas, ranas, ratones y peces. Las especies más grandes, como la nariz de hoja grande, comen pájaros del tamaño de una paloma. Entre otras cosas, los sonidos emitidos por la presa, así como su olor, se utilizan para su identificación.
Las tres especies de murciélagos vampiro (Desmodontinae) se alimentan de la sangre de otros animales.

### Locomoción
El principal modo de locomoción de los murciélagos es el vuelo, que pueden realizar gracias a sus pieles voladoras y a otras adaptaciones diversas. Las especies de alas estrechas suelen ser voladores rápidos que viven principalmente en terrenos abiertos, mientras que las especies de alas anchas son voladores lentos en hábitats con mucha estructura; algunos murciélagos dominan el vuelo estacionario para vigilar a sus presas, como el murciélago orejudo pardo. Durante el vuelo, las alas se baten en un movimiento de rotación, en el que el fuerte golpe hacia abajo se produce delante de la cabeza y las alas se vuelven a levantar en la parte posterior del cuerpo. La cola sirve para maniobrar y frenar.
Las adaptaciones anatómicas y fisiológicas a esta locomoción son múltiples. Por ejemplo, los murciélagos tienen un tórax muy voluminoso con un esternón que, en convergencia con el de las aves, tiene una quilla como punto de fijación extendido para los músculos de vuelo, y la columna vertebral está fuertemente curvada hacia delante en la zona del tórax. Durante el vuelo, la respiración y el ritmo cardíaco aumentan considerablemente para satisfacer la demanda de oxígeno. El corazón también está muy dilatado y tiene aproximadamente el triple de volumen que el de otros mamíferos del mismo tamaño, y el número de glóbulos rojos (eritrocitos) y el contenido de hemoglobinase incrementan enormemente, de modo que en la sangre se puede ligar aproximadamente el doble de oxígeno que en animales comparables. Dependiendo de la temperatura, los vasos sanguíneos dilatados de las membranas voladoras sirven para la refrigeración, en la que la sangre es enfriada por el aire que fluye a su alrededor.
Además de volar, los murciélagos también pueden desplazarse por el suelo. Algunas especies, como los murciélagos vampiro o los murciélagos de Nueva Zelanda, son muy hábiles y sorprendentemente rápidos, mientras que otras especies son torpes y patosas en el suelo. Algunas especies también pueden utilizar sus pieles de vuelo para nadar e incluso despegar de la superficie del agua.

### Comportamiento
Los murciélagos son animales generalmente nocturnos. Para dormir, se refugian en cuevas, grietas, árboles o refugios artificiales (desvanes, ruinas, minas y otros). Además de las especies que viven juntas en grandes grupos, también las hay que viven como animales solitarios. Hibernan en las regiones más frías de su área de distribución, desplazándose a veces a regiones más cálidas durante los meses de invierno.
Todos los murciélagos europeos tienen un ciclo anual determinado por el clima. Por eso necesitan refugios que les protejan del mal tiempo y de los depredadores. Se puede distinguir entre refugios de verano y de invierno.

## Clasificación
Esta clasificación es la adoptada por Simmons & Geisler (1998):
También existe una clasificación alternativa:

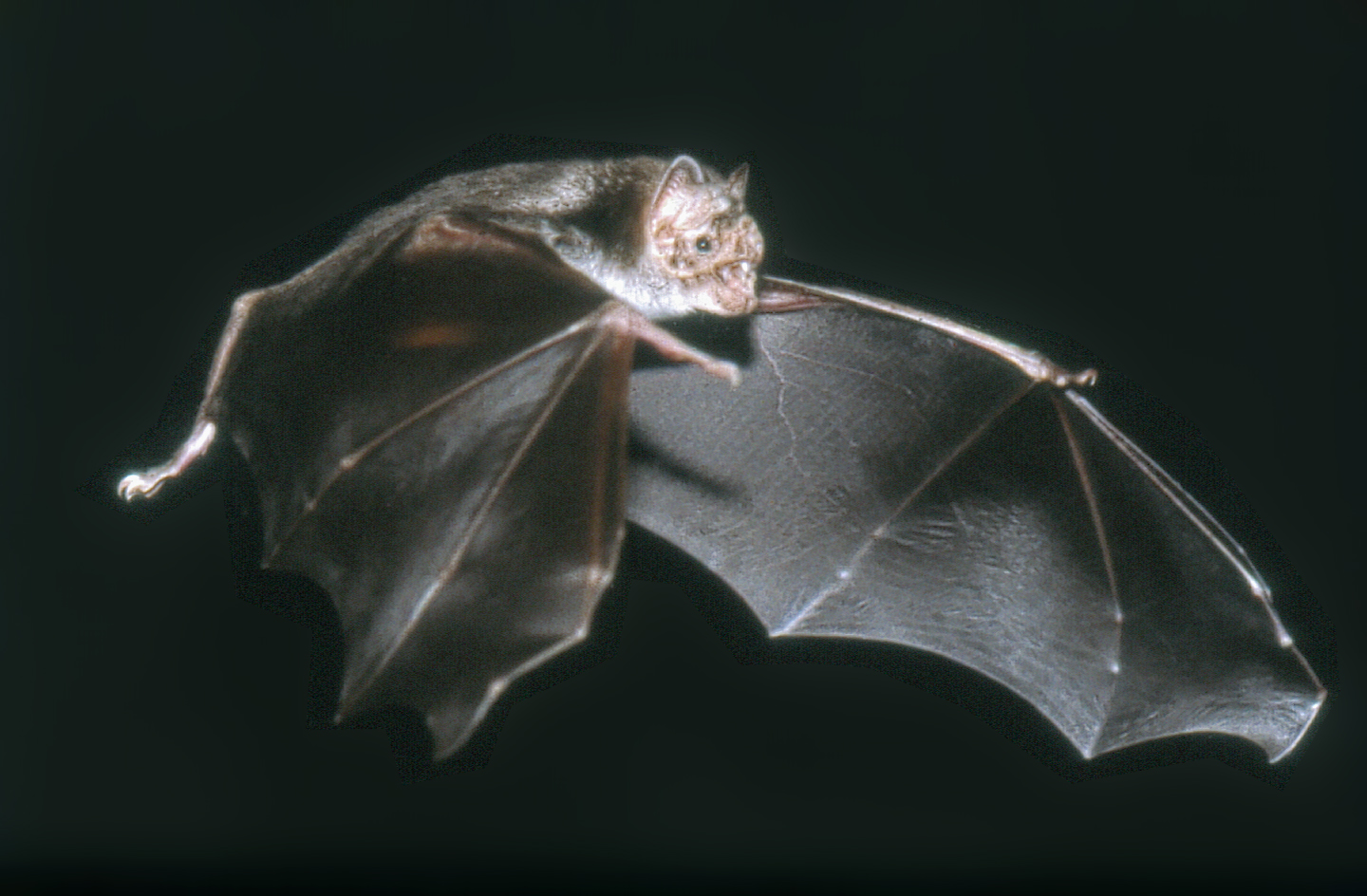
Desmodus rotundus

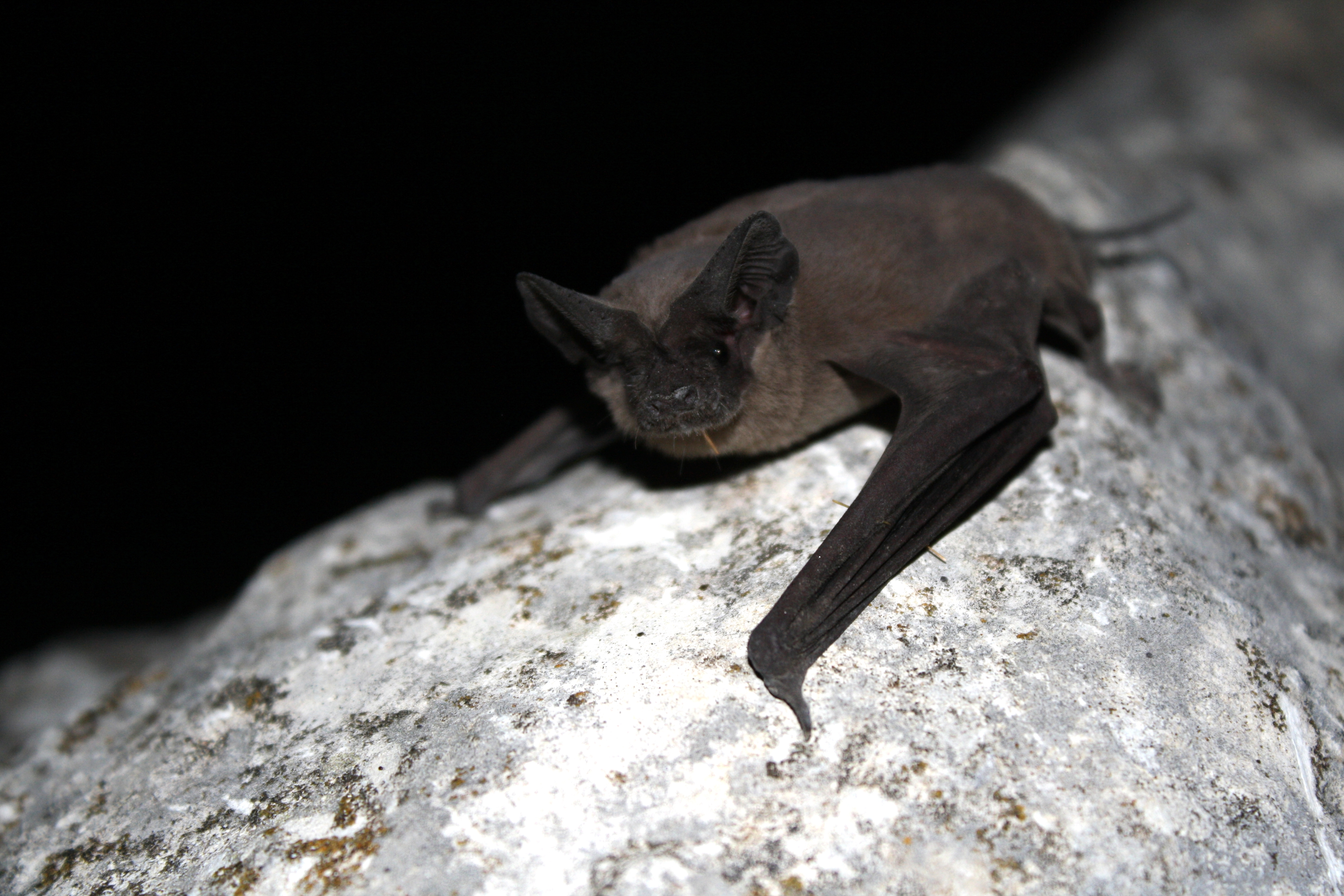
Tadarida brasiliensis

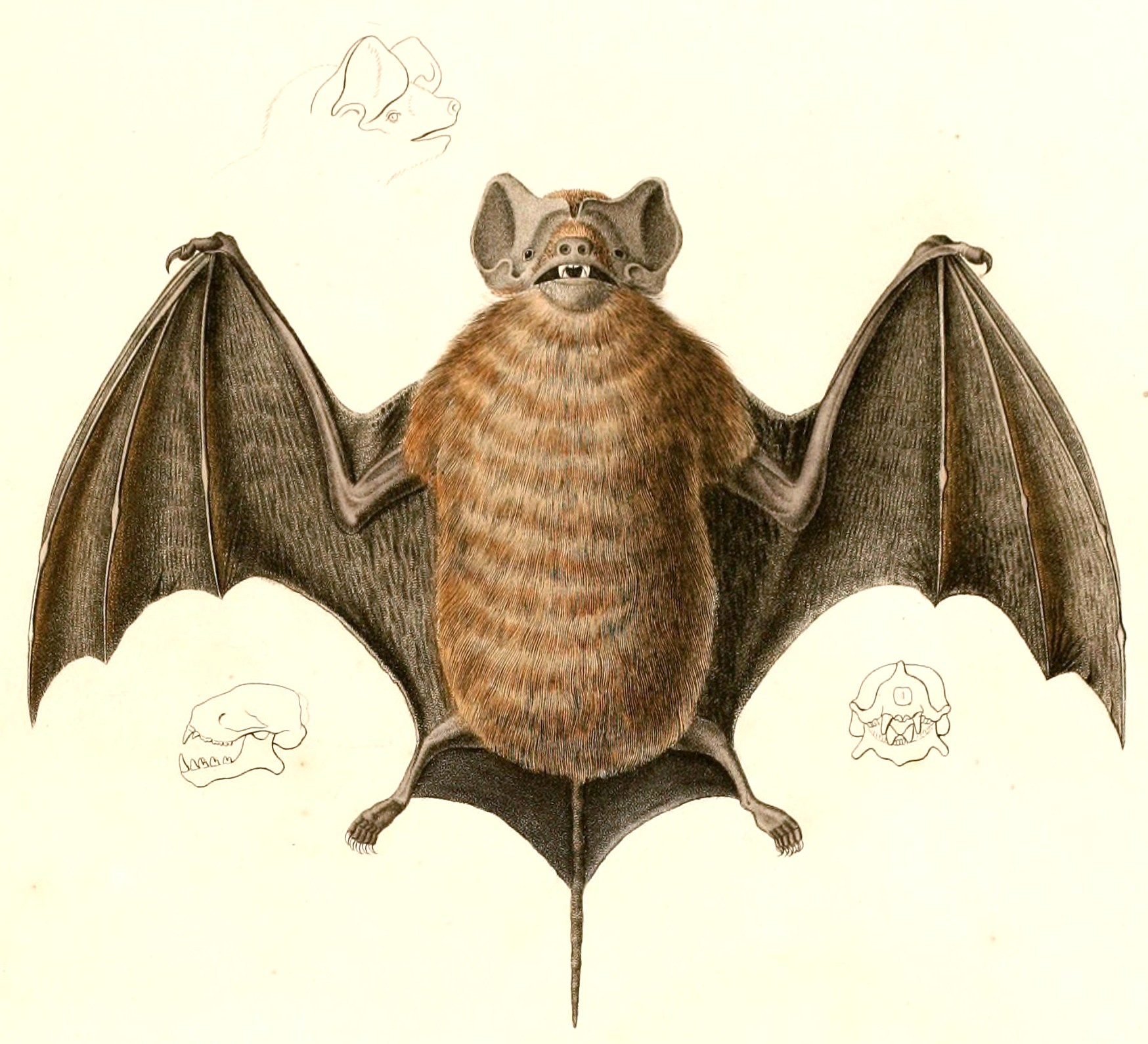
Molossus molossus